# Никольский, Константин Тимофеевич
Константи́н Тимофе́евич Нико́льский (1824—1910) — русский литургист, церковный историк, педагог, митрофорный протоиерей Русской православной церкви. Один из основоположников русской церковно-археологической науки; впервые среди русских учёных стал систематически привлекать свидетельства богослужебных книг древних редакций для изучения православного богослужения. Его фундаментальный труд «Пособие к изучению устава богослужения Православной церкви», выдержавший при жизни автора 7 изданий и неоднократно переиздававшийся после 1990-х годов, «и по сей день является лучшим руководством к изучению православного богослужения».
Автор ряда книг и статей по литургике, археологии, пастырскому богословию, некоторые из которых переиздавались и после 1990-х годов. Состоял членом Училищного совета при Святейшем Синоде, активно участвовал в его работе, в том числе в работе Комиссии (председатель) по пересмотру учебных программ по Закону Божию в церковных школах.

## Биография
Родился 27 апреля (9 мая) 1824 года в семье протоиерея петербургского Казанского собора Тимофея Ферапонтовича Никольского. В 1845 году окончил Санкт-Петербургскую духовную семинарию, в 1849 — Санкт-Петербургскую духовную академию (магистр богословия). Был назначен преподавателем Александро-Невского духовного училища по классу богослужения и церковного устава.
В 1857 году принял священнический сан и был назначен священником во Владимирский собор; в следующем году переведён в церковь Успения Пресвятой Богородицы на Сенной площади, где служил до конца жизни: с 1880 года в сане протоиерея; с 28 декабря 1901 года — настоятель церкви.
С 10 августа 1869 по 1 августа 1891 был законоучителем седьмой гимназии; также преподавал с 1864 по 1900 годы в реформатском училище.
В 1886 году К. Т. Никольскому Московской духовной академией была присуждена степень доктора церковной истории. В 1893 году награждён орденом Св. Владимира.
Умер 4 (17) декабря 1910 года. Похоронен на Волковском кладбище Санкт-Петербурга (в Петербургском некрополе сведения отсутствуют).

## Награды и премии
- Почётный член Московской духовной академии (1876)
- Уваровская премия академии наук за сочинения «Об антиминсах…» (1872) и «Анафематствование…» (1879)
- Благодарность наследника Цесаревича за труд «О службах Русской Церкви, бывших в прежних печатных богослужебных книгах» (1885)
- Серебряная медаль Русского Археологического общества
- Почётный член Совета Санкт-Петербургской духовной академии (1886)

Обладатель ряда церковных наград, в числе которых: палица (06.05.1898), митра (05.02.1907, возложена 18 марта).

## Избранные труды

Титульный лист книги «Анафематствование…» (1879)

- Краткое обозрение богослужебных книг Православной Российской Церкви. — СПб.: Тип. Трея, 1856. — 88 с.
- Обозрение богослужебных книг Православной Российской Церкви по отношению их к церковному уставу. — СПб.: Тип. Имп. акад. наук, 1858. — II, 434 с.
- Пособие к изучению Устава богослужения православной церкви. — СПб.: Гос. тип, 1862. — XVI, 649 с.;

2-е изд., испр. и доп. — СПб.: Тип. Трея, 1865. — XVI, 779 с.
3-е изд., испр. и доп. — СПб.: Тип. Поповицкого, 1874. — XVI, 805 с.
4-е изд., испр. и доп. — СПб.: Гос. тип, 1888. — XVIII, 800 с.
5-е изд., испр. и доп. — СПб., 1894. — XV, 856 с.
6-е изд., испр. и доп. — СПб., 1900. — XV, 872 с.
7-е изд., испр. и доп. — СПб.: Синодальная типография, 1907. — XV, 878 с.
Современные переиздания
- То же. — [Репринтное изд.]. — Московское подворье Свято-Успенского Псково-Печерского монастыря, 1995. — 878 с.
- То же. — под загл.: Учебный устав богослужения (в 3 т.). — Лествица, 1999. — (Серия «Библиотека клирика»)
- Пособие к изучению Устава богослужения православной церкви. — М.: Издательский совет Русской Православной Церкви, 2008. — (Серия «Литургическая библиотека»). — ISBN 978-5-94625-295-9. — Репринт 7-го изд. (СПб.: Синодальная типография, 1907)

- Анафематствование (отлучение от Церкви), совершаемое в первую неделю Великого поста: Историческое исследование о чине Православия. — СПб.: Тип. Елеонского, 1879. — VI, 314 с. (недоступная ссылка)
  - То же. — [Современное переиздание] // Анафема. История и XX век (сб. статей; сост. П. Паламарчук). — М.: Изд. Сретенского монастыря, 1998. — С. 13—286.
- Краткое обозрение богослужебных книг по отношению их к церковному Уставу, с приложением таблиц… — СПб.: Тип. Трея, 1864. — 104 с. Переиздания (исправленные и дополненные): 2-е СПб.: Гос. тип, 1890. — 106 с.; 3-е СПб.: Тип. деп. уделов, 1892. — 119, 59 с.; 4-е СПб.: Синод. тип., 1895. — II, 119, 64 с.
- Об антиминсах Православной Российской Церкви. — СПб.: Тип. Трея, 1872. — 5, 383 с. с., 21 л. ил.
  - То же. — [Современное переиздание]. — М.: Издательство Крутицкого подворья, 2005. — 219 с.
- Краткое изъяснение Божественной литургии. — СПб., 1876.
- О службах Русской Церкви, бывших в прежних печатных богослужебных книгах. — СПб.: Тип. Т-ва «Обществ. польза», 1885. — II, 411 с. (недоступная ссылка)

Электронное переиздание: www.e-nasledie.ru/ras/view/publication/browser.html?clear=true&perspective=popup&id=43338689
- О священных одеждах священнослужителей // Христианское чтение. — 1889. — № 3—4. — С. 378—394.
- Материалы для истории исправления богослужебных книг: Об исправлении Устава церковного в 1682 году и месячных Миней в 1689–1691 годах. — СПб.: Тип. Балашева, 1896. — 136 с. (недоступная ссылка)
- Возглашение на литургии о Царе и Царском семействе. — СПб.: Синод. тип, 1897. — 21 с.
- Руководство к изучению Богослужения Православной Церкви; Словарь названий молитвословий и песнопений церковных. — СПб.: Гос. тип, 1901. — 211, 32 с.

Современные переиздания:
- То же. — [Переиздание]. — М.: Изд. Православного Свято-Тихоновоского богосл. ин-та, 2002. — 332 с.
- То же. — [Переиздание]. — Киев: Общество любителей православной литературы. Изд. имени свт. Льва, папы Римского, 2005. — 328 с. Стереотипное издание: 2008 г.

## Отзывы современников
А. П. Лопухин в своём приветствии по случаю 50-летнего юбилея священнического служения К. Т. Никольского писал:

В Вашем лице я издавна привык уважать и ценить то блистательное сочетание ревностного пастырства с глубокой ученостью, любви ко Христу и Его Церкви с неослабевающей любовью к науке, каковое всегда в моем представлении приближало Вас к идеалу просвещенного столичного пастыря…

Иеромонах Валентин выступал в печати с критикой (местами — тенденциозной) некоторых положений «Пособия…» К. Т. Никольского.

## Семья
Был женат на дочери протоиерея посольской церкви Св. Александра Невского в Париже Дмитрия Степановича Вершинского (Тверская губ., 14 ноября 1798 — Санкт-Петербург, 9 ноября 1858), Елизавете Дмитриевне (1837—1904). Их дети:
- Ольга (1861—?)
- Елена (1862—?)
- Николай (1863—1936)
- София (1866—?)
- Елизавета (1868—?)
- Александра.